# Medeleni (okręg Bacău)
Medeleni – wieś w Rumunii, w okręgu Bacău, w gminie Vultureni. W 2011 roku liczyła 138 mieszkańców.